# 金濚
金濚（1621年—？），字若千，號瀔如，晚號不波道人，浙江湖州府德清縣籍，嘉興府崇德縣人，明末政治人物。

## 生平
崇禎十二年（1639年）己卯科浙江鄉試第九十五名舉人，十三年（1640年）庚辰科三甲第四十六名進士。都察院觀政，授莆田縣知縣。

## 家族
曾祖金聲，贈陝西道監察御史；祖父金廷；父金錡廉，號青野。